# Thielenbruch (Ortsteil)

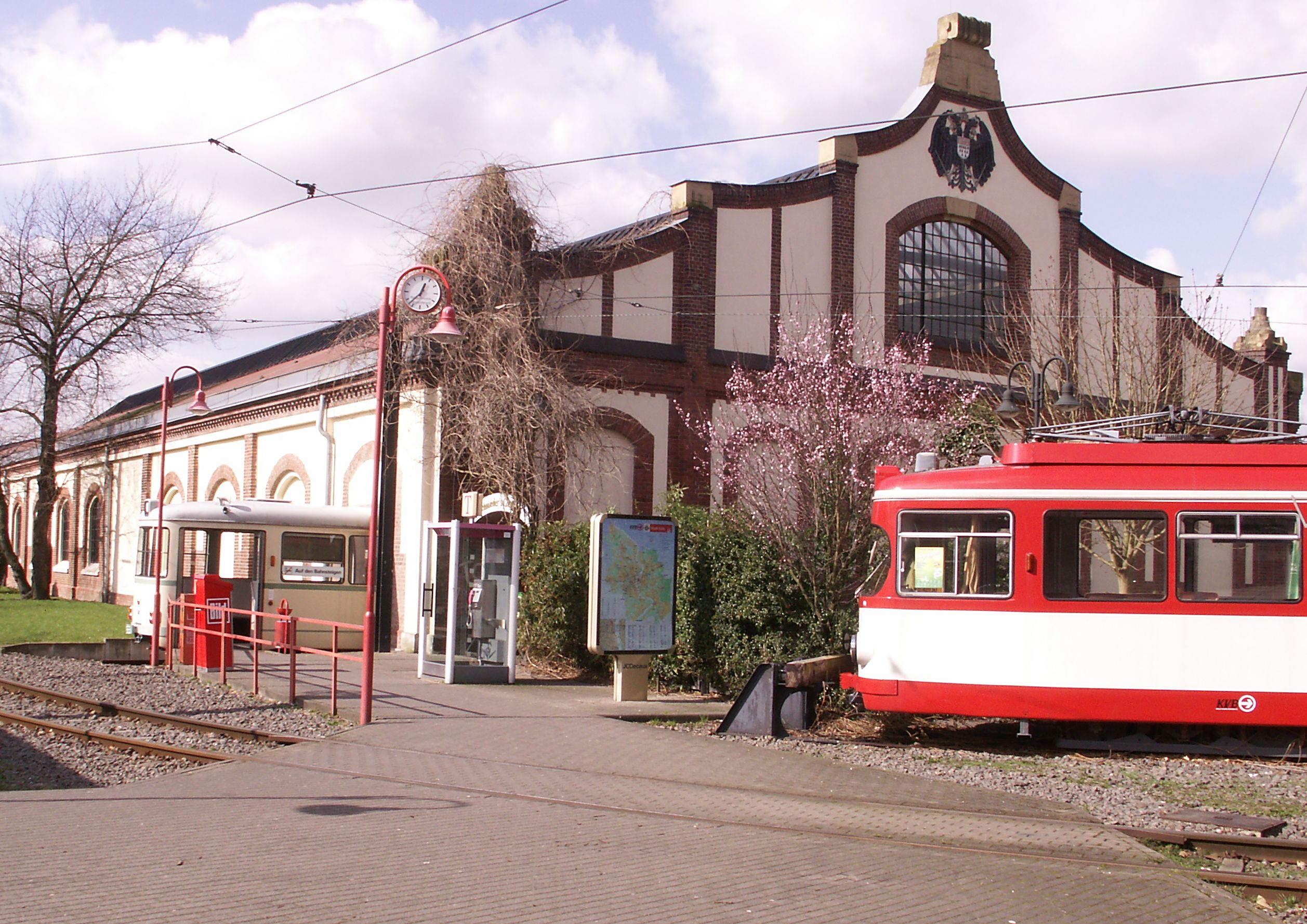
Straßenbahnmuseum Thielenbruch

Thielenbruch ist ein Ortsteil im Stadtteil Dellbrück am östlichen Stadtrand von Köln. Er besteht aus einer Wohnsiedlung, die von zum Teil geschützten Landschaftsbestandteilen umgeben ist. Die Grenzen des Wohnviertels, das zum Teil auch als Villenviertel bezeichnet wird, verlaufen nördlich teilweise an der Bergisch Gladbacher Straße und teilweise an der Paffrather Straße, östlich an der Thielenbrucher Allee, südlich an den Straßen im Eichenforst und Gemarkenstraße und westlich an der Otto-Kayser-Straße. Das östlich bis an die Stadtgrenze von Bergisch Gladbach gehende Schutzgebiet wird im allgemeinen Sprachgebrauch und auf Landkarten ebenfalls als Thielenbruch bezeichnet (siehe Kartenausschnitt: 50° 58′ 42,9″ N, 7° 5′ 39,5″ O). Es ist Bestandteil der Bergischen Heideterrasse.

## Geschichte

### Namensgebung
In dem Bestimmungswort Thielen ist der Personenname Thiel enthalten. Thiel von Thurn war Inhaber des Thurner Hofs und seit 1412 auch Eigentümer über den Thielenbruch. Das Grundwort bruch leitet sich vom althochdeutschen bruoh und dem mittelhochdeutschen bruoch (= Moorboden, Sumpf) ab und deutet auf ein sumpfiges Gelände hin. Im Abgabenverzeichnis des Hebborner Hofes wurde 1730 am südöstlichen Rand des Thielenbruchs die Siedlung als Thiel Gut erwähnt. Zwischen 1928 und 1935 erhielt sie den Namen Thielenbrucher Hof.

### Besiedlung
Immer war der Thielenbruch ein Moorgebiet, durch das keine Straße führte. Erst 1842 kam es zu einer Ost-West-Verbindung mit der heutigen Bergisch Gladbacher Straße. Die Straße war durch ihre Fertigstellung Voraussetzung für die Möglichkeit einer späteren Bebauungsfähigkeit der angrenzenden Grundstücke. Die ersten Häuser wurden im Jahr 1901 gebaut und ein Jahr später bezogen.

### Bergbau
In der Mitte des 19. Jahrhunderts wurde im Thielenbruch Bergbau im Tagebau auf Eisen betrieben. Dabei handelte es sich um die Grube Franconia und die Grube Hohenzollern, von denen man noch heute die Pingen sehen kann.

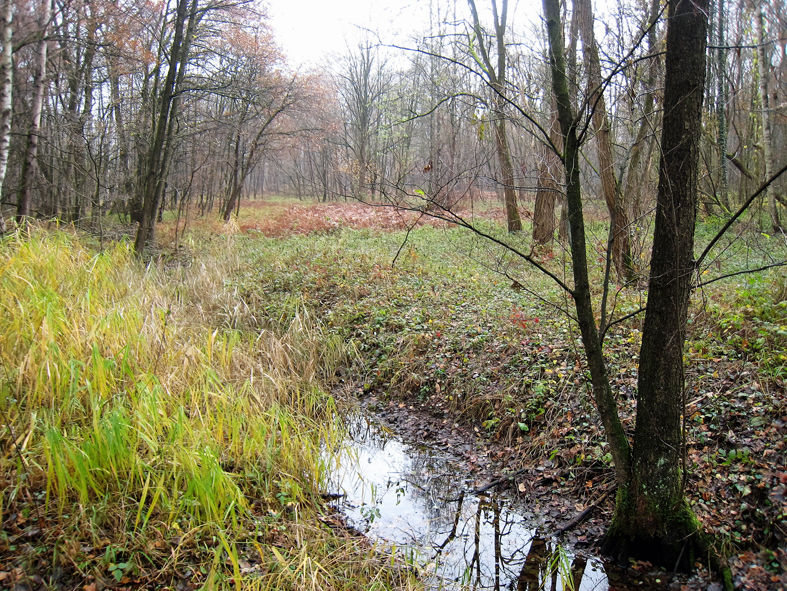
Schutzgebiet Thielenbruch

## Schutzgebiete
Im Jahr 1969 wurde das Flachmoor Thielenbruch unter Naturschutz gestellt. Es gliedert sich in unterschiedlich geschützte Einzelbereiche, wie zum Beispiel das Naturschutzgebiet Thielenbruch und Thurner Wald und weitere Flächen, die als Naturschutzgebiete, Landschaftsschutzgebiete oder als Geschützter Landschaftsbestandteil im Landschaftsplan der Stadt Köln ausgewiesen sind. Rings um die Gebiete herum stehen amtliche Schilder mit den entsprechenden Aufschriften. An einigen Stellen findet man auch Tafeln, die über die Natur im Thielenbruch aufklären.

## Straßenbahn

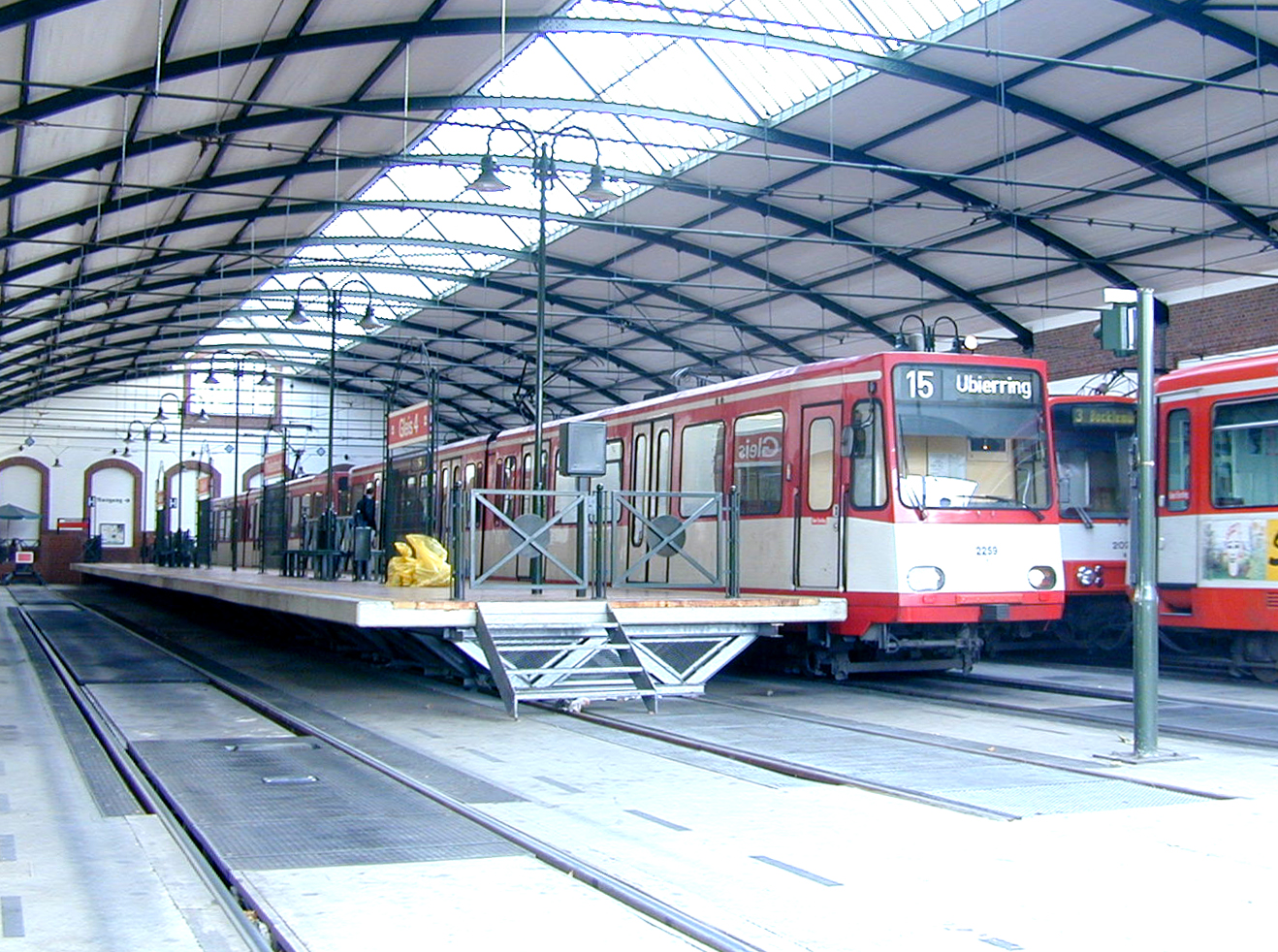
Stadtbahnhaltestelle Thielenbruch

Nachdem die Stadt Köln 1903 für die geplante Kleinbahn von Köln nach Bergisch Gladbach eine Wagenhalle und Haltestelle gebaut hatte, wählte man den Stationsnamen Thielenbruch in Anlehnung an den benachbarten Wald. Heute ist hier die Endhaltestelle der Linie 3 und der Linie 18 der Kölner Verkehrs-Betriebe.
| Linie | Verlauf / Anmerkungen | Takt (Mo–Fr) |
| ----- | --- | --- |
| 3     | Thielenbruch – Dellbrück – Holweide – Buchheim – Buchforst – Koelnmesse – Bf. Deutz/Lanxess Arena – U Severinstraße – U Poststraße – U Neumarkt – U Appellhofplatz (Breite Straße) – U Friesenplatz – U Hans-Böckler-Platz/Bahnhof West – U Piusstraße – U Körnerstraße – U Venloer Straße/Gürtel (Bf. Ehrenfeld) – U Leyendeckerstraße – U Rochusplatz – U Akazienweg – Bocklemünd – Mengenich – Görlinger-Zentrum                                                                     | 10 min |
| 18    | Thielenbruch – Dellbrück – Holweide – Buchheim – U Bf Mülheim – U Mülheim Wiener Platz – Zoo/Flora – U Reichenspergerplatz – U Ebertplatz – U Breslauer Platz/Hbf – U Dom/Hbf – U Appellhofplatz (Breite Straße) – U Neumarkt – Barbarossaplatz – Eifelwall – Klettenberg – Efferen – Hürth-Hermülheim – Fischenich – Brühl-Vochem – Brühl Mitte – Badorf – Schwadorf – Walberberg – Merten – Waldorf – Dersdorf – Bornheim – Roisdorf West – Alfter – Dransdorf – Bonn West – Bonn Hbf | 10 min (Thielenbruch–Buchheim) 5 min (Buchheim–Klettenberg) 10 min (Klettenberg–Schwadorf) 20 min (Schwadorf–Bonn) |

In den alten Straßenbahngebäuden befindet sich das Straßenbahn-Museum Thielenbruch.